# Jeff Hughes (lutador)
Jeff Hughes (Canton, 17 de maio de 1988) é um lutador americano de artes marciais mistas, atualmente competindo no peso pesado do Ultimate Fighting Championship.

## Início
Hughes nasceu e foi criado em Canton South, Ohio. Ele jogou basquete e lutou wrestling no ensino médio. Ele começou a treinar MMA após sair da escola.

## Carreira no MMA

### Ultimate Fighting Championship
Hughes fez sua estreia no UFC em 9 de março de 2019 no UFC Fight Night: Lewis vs. dos Santos contra Maurice Greene. Ele perdeu a luta por decisão dividida.
Hughes enfrentou Todd Duffee em 14 de setembro de 2019 no UFC Fight Night: Cowboy vs. Gaethje. A luta foi declarada um “No Contest” (Sem Resultado) após uma Hughes atingir Duffee com uma dedada no olho acidental.
Hughes enfrentou Raphael Pessoa em 26 de outubro de 2019 no UFC Fight Night: Maia vs. Askren. Ele perdeu por decisão unânime.

## Cartel no MMA
| Cartel no MMA   |             |            |
| 15 lutas        | 10 vitórias | 4 derrotas |
| Por nocaute     | 4           | 1          |
| Por finalização | 1           | 1          |
| Por decisão     | 5           | 2          |
| No contest      | 1           | 1          |

| Res.    | Cartel   | Oponente           | Método                                   | Evento                                | Data       | Round | Tempo | Local                       | Notas                                                  |
| ------- | -------- | ------------------ | ---------------------------------------- | ------------------------------------- | ---------- | ----- | ----- | --------------------------- | ------------------------------------------------------ |
| Derrota | 10-4 (1) | Juan Espino        | Finalização (triângulo de mão invertido) | UFC 253: Adesanya vs. Costa           | 26/09/2020 | 1     | 3:48  | Abu Dhabi                   |                                                        |
| Derrota | 10-3 (1) | Raphael Pessoa     | Decisão (unânime)                        | UFC Fight Night: Maia vs. Askren      | 26/10/2019 | 3     | 5:00  | Kallang                     |                                                        |
| NC      | 10-2 (1) | Todd Duffee        | Sem resultado (dedada acidental no olho) | UFC Fight Night: Cowboy vs. Gaethje   | 14/09/2019 | 1     | 4:03  | Vancouver, British Columbia | Hughes acertou uma dedada acidental no olho de Duffee. |
| Derrota | 10-2     | Maurice Greene     | Decisão (dividida)                       | UFC Fight Night: Lewis vs. dos Santos | 09/03/2019 | 3     | 5:00  | Wichita, Kansas             | Estreia no UFC.                                        |
| Vitória | 10-1     | Josh Appelt        | Nocaute Técnico (socos)                  | Dana White's Contender Series 14      | 24/07/2018 | 1     | 4:26  | Las Vegas, Nevada           |                                                        |
| Vitória | 9-1      | Maurice Greene     | Decisão (unânime)                        | LFA 38: Hughes vs. Greene             | 27/04/2018 | 5     | 5:00  | Minneapolis, Minnesota      | Defendeu o Cinturão Peso Pesado do LFA.                |
| Vitória | 8-1      | Richard Odoms      | Decisão (unânime)                        | LFA 26: Odoms vs. Hughes              | 03/11/2017 | 5     | 5:00  | Houston, Texas              | Ganhou o Cinturão Peso Pesado do LFA.                  |
| Vitória | 7-1      | Ryan Pokryfky      | Decisão (unânime)                        | Big Guns 24                           | 10/06/2017 | 3     | 5:00  | Tallmadge, Ohio             |                                                        |
| Derrota | 6-1      | Dan Spohn          | Nocaute Técnico (socos)                  | IT Fight Series 48                    | 10/12/2016 | 5     | 2:02  | Columbus, Ohio              | Pelo Cinturão Peso Pesado Vago do IT.                  |
| Vitória | 6-0      | John Hawk          | Decisão (unânime)                        | Big Guns 18                           | 19/03/2016 | 3     | 5:00  | Mansfield, Ohio             |                                                        |
| Vitória | 5-0      | Jason Riley        | Nocaute (chute rodado)                   | Caged Madness 40                      | 16/01/2016 | 1     | 4:59  | Akron, Ohio                 |                                                        |
| Vitória | 4-0      | Curt Lemmon        | Decisão (unânime)                        | Big Guns 16                           | 22/08/2015 | 3     | 5:00  | Streetsboro, Ohio           |                                                        |
| Vitória | 3-0      | Ed Abrasley        | Nocaute Técnico (socos)                  | PA Cage Fight 21                      | 30/05/2015 | 1     | 1:59  | Akron, Ohio                 |                                                        |
| Vitória | 2-0      | Leviticus Roberson | Nocaute Técnico (desistência)            | RFO: Big Guns 15                      | 21/03/2015 | 1     | 5:00  | Akron, Ohio                 |                                                        |
| Vitória | 1-0      | Devon Wilson       | Finalização (guilhotina)                 | Rock N Rumble 8                       | 04/10/2014 | 1     | 3:52  | Canton, Ohio                | Estreia nos Pesados.                                   |